# О’Грейди, Майкл
Майкл О’Грейди (англ. Michael O'Grady; 11 октября 1942, Лидс) — английский футболист, левый крайний нападающий. Выступал за английские клубы «Хаддерсфилд Таун», «Лидс Юнайтед», «Вулверхэмптон Уондерерс», «Бирмингем Сити», «Ротерем Юнайтед» и ирландские «Корк Хибернианс» и «Хоум Фарм». Также провёл два матча за национальную сборную Англии.

## Клубная карьера
Родился в Лидсе (Западный райдинг Йоркшира) в семье ирландца. Выступал за школьные футбольные сборные Лидса и Йоркшира. В октябре 1959 года подписал профессиональный контракт с клубом Второго дивизиона «Хаддерсфилд Таун», который тогда тренировал Билл Шенкли. На тот момент О’Грейди играл на позиции левого защитника. Увидев его игру, Шенкли заявил: «Мы нашли нового Рэя Уилсона!». Впоследствии О’Грейди продолжил играть на фланге, но уже не в защите, а в атакующей линии. Всего провёл за «терьеров» 174 матча и забил 28 голов.
13 октября 1965 года Майкл перешёл в «Лидс Юнайтед» за 30 000 фунтов. Три дня спустя дебютировал за клуб в матче против «Нортгемптон Таун». В сезоне 1967/68 помог «павлинам» выиграть Кубок Футбольной лиги, обыграв в финале «Арсенал», и Кубок ярмарок, обыграв в финале «Ференцварош», а в следующем сезоне стал чемпионом Англии. Всего провёл за «Лидс Юнайтед» 121матч и забил 17 голов.
В 1969 году О’Грейди перешёл в «Вулверхэмптон Уондерерс» за 80 000 фунтов, однако из-за травм играл редко, проведя только 41 матч и забив 6 голов за три сезона в составе «волков». В феврале 1972 года отправился в аренду в «Бирмингем Сити», сыграв за команду 3 матча. В ноябре 1972 года перешёл в клуб Третьего дивизиона «Ротерем Юнайтед» за 9000 фунтов. В феврале 1974 года клуб расторг соглашение с игроком «за нарушение условий контракта». Впоследствии выступал за ирландские клубы «Корк Хибернианс» и «Хоум Фарм».

### Карьера в сборной
Провёл 3 матча за сборную Англии до 23 лет, забив гол в игре против сборной Бельгии 7 ноября 1962 года.
20 октября 1962 года дебютировал за сборную Англии в матче против сборной Северной Ирландии. Главный тренер англичан Уолтер Уинтерботтом вызвал его в сборную из-за травмы Бобби Чарльтона. О’Грейди забил в той игре два гола.
Всего провёл за главную сборную Англии 2 матча и забил 3 гола.

### Матчи за сборную Англии
| № | Дата            | Стадион                 | Соперник          | Результат | Голы О’Грейди | Турнир                     |
| - | --------------- | ----------------------- | ----------------- | --------- | ------------- | -------------------------- |
| 1 | 20 октября 1962 | «Уиндзор Парк», Белфаст | Северная Ирландия | 3:1       | 71′ 73′       | Домашний чемпионат 1962/63 |
| 2 | 12 марта 1969   | «Уэмбли», Лондон        | Франция           | 5:0       | 33′           | Товарищеский матч          |

Итого: 2 матча / 3 гола; 2 победы, 0 ничьих, 0 поражений

## Достижения
Лидс Юнайтед
- Чемпион Англии: 1968/69
- Обладатель Кубка Футбольной лиги: 1967/68
- Обладатель Кубка ярмарок: 1967/68

## После завершения карьеры
После завершения карьеры игрока вследствие хронических травм работал на телевидении (ITV Yorkshire Television). Также управлял пабом в окрестностях Лидса.